# Калькилия (провинция)
Калькилия (араб. محافظة قلقيلية‎) — одна из 16 провинций Административное деление Палестинской Автономии. Расположена на северо-западе Западного берега реки Иордан.
Вторым по величине городом после Калькилии является Азун. 
Согласно переписи 2017 года, население провинции составляет 112 400 человек

## Города и деревни
- Азун
- Хабле
- Калькилия (город)
- Кафр Сульс
- Хаджа
- Бака
- Бакат аль-Хатаб
- Бейт амин
- Фаламия
- Кафр Лакиф
- Кафр Каддим
- Санирия
- Салман